# Alexander Kleč
Alexander Kleč (24. září 1907 – ???) byl slovenský a československý politik Komunistické strany Slovenska a poúnorový poslanec Národního shromáždění ČSSR.

## Biografie
Ve volbách roku 1960 byl zvolen za KSS do Národního shromáždění ČSSR za Západoslovenský kraj. V Národním shromáždění zasedal až do konce volebního období parlamentu, tedy do voleb v roce 1964.
V roce 1958 se uvádí jako účastník plenárního zasedání Ústředního výboru Komunistické strany Slovenska.